# Paolo Bonacelli
Paolo Bonacelli (28 de febrero de 1937) es un actor italiano.
Es conocido por su actuación en la última película de Pier Paolo Pasolini, Salò o los 120 días de Sodoma (1975), así como en Midnight Express (1978) y en Caligula (1979).
Coprotagonizó con Roberto Benigni las películas Johnny Stecchino y Night on Earth, ambas de 1991.

## Filmografía
- Cadavere per signora (1964)
- La congiuntura (1965)
- Le piacevoli notti (1966)
- Sette volte sette (1968)
- Il padre di famiglia (1969)
- Lacrime d'amore (1970)
- Lady Barbara (1970)
- Maddalena (1971)
- Una prostituta al servizio del pubblico e in regola con le leggi dello stato (1972)
- Io e lui (1973)
- Giordano Bruno (1973)
- Milarepa (1974)
- Fatti di gente perbene (1974)
- Anno uno (1974)
- La banca di Monate (1975)
- Salò o le 120 giornate di Sodoma (1975)
- Al piacere di rivederla (1976)
- Cadaveri eccellenti (1976)
- L'eredità Ferramonti (1976)
- Cattivi pensieri (1976)
- Ritratto di borghesia in nero (1977)
- Antonio Gramsci: i giorni del carcere (1977)
- Per questa notte (1977)
- Midnight Express (1978)
- Fuga di mezzanotte (1978)
- Good News (1979)
- Il cappotto di Astrakan (1979)
- Cristo se paró en Éboli (1979)
- Caligula (1979)
- Calderón (1981)
- Il mistero di Oberwald (1981)
- Delitti, amore e gelosia (1982)
- Enrico IV (1984)
- Sole nudo (1984)
- D'Annunzio (1985)
- Non ci resta che piangere (1985)
- Il cavaliere, la morte e il diavolo (1985)
- Mamma Ebe (1985)
- Un complicato intrigo di donne vicoli e delitti (1985)
- Rimini Rimini (1987)
- Topo Galileo (1987)
- Francesco (1989)
- Eleonora Pimentel (1990)
- Chi tocca muore (1991)
- Night on Earth (Tassisti di notte) (1991)
- Johnny Stecchino (1992)
- Io speriamo che me la cavo (1992)
- Mille bolle blu (1993)
- it (1994)
- L'orso di peluche (1994)
- Vacanze di Natale '95 (1995)
- Tutti gli anni una volta l'anno (1995)
- La sindrome di Stendhal (1996)
- Il figlio di Bakunin (1997)
- Una furtiva lacrima (1999)
- Panni sporchi (1999)
- Scarlet Diva (2000)
- Gli astronomi (2002)
- The accidental detective (2003)
- A.A.A. Achille (2003)
- 13dici a tavola (2004)
- 13 at a Table (2004)
- Misión imposible 3 (2006)
- The American (2010)